# Jean Arago
Jean Arago (Estagel, 25 de mayo de 1788-Ciudad de México, 9 de julio de 1836) fue un militar francés, general en el ejército mexicano.

## Biografía
Cajero de la Moneda de Perpiñán durante la restauración borbónica en Francia, fue destituido y se embarcó para Nueva Orleans. Aprovechando sus conocimientos en administración militar adquiridas cerca del general Duhesme, del que había sido secretario, pasa al servicio de los insurgentes mexicanos y combate en sus rangos durante la guerra de independencia contra España, entre 1816 y 1821. Distinguiéndose por su valentía y sus talentos militares, fue nombrado comandante en jefe en 1818, como consecuencia de una revuelta del cuerpo de los oficiales contra el padre Torres. El general Santa Anna le debe una gran parte de sus primeros éxitos. Tras vencer a las tropas de Fernando VII, fue ascendido al rango de general.
En 1836, sufriendo de hidropesía, partió en la expedición de Texas. En los últimos días de junio, regresó a la Ciudad de México, donde murió 9 de julio de 1836.